# Triumph Super 7
Der Triumph Super 7 war ein Pkw, der von der Triumph Motor Company von 1927 bis 1934 gebaut wurde. Er stellte Triumphs Antwort auf den erfolgreichen Austin 7 dar und war das erste in großer Zahl gefertigte Automobil des Herstellers. 1930 wurde er durch den geringfügig veränderten Triumph Super 8 ersetzt; 1932 kam der Triumph Super 9.

## Konstruktion
Die Entwicklung des neuen Wagens begann 1925, als Arthur Sykes, der bis dahin für Lea-Francis tätig gewesen war, mit der Konstruktion eines neuen, kleinen Wagens betraut wurde. Unter den von ihm eingestellten Mitarbeitern war auch Stanley Edge, der als Zeichner bei der Konstruktion des Austin 7 mitgearbeitet hatte. Der Wagen wurde im September 1927 vorgestellt und war 150 mm länger und 50 mm breiter als der Austin. Das in der Modell Bezeichnung verwendete "Super" bezog sich direkt auf den Austin Seven. Triumph nahm damit für sich in Anspruch den besseren Wagen zu bauen.
Den neuen Vierzylinder-Reihenmotor mit  832 cm³ Hubraum, einem Hub von 83 mm, einer Bohrung von 56,5 mm und seitlich stehenden Ventilen hatte hauptsächlich Harry Ricardo entworfen. Anders als der Austin hatte der Wagen eine dreifach gelagerte Kurbelwelle, Druckumlaufschmierung und ein aus einem Stück gegossenes Kurbelgehäuse aus Gusseisen (Der Austin hatte nur zwei Kurbelwellenlager und Zylinderblock und Kurbelgehäuse waren getrennt). Der Wagen hatte, wie seine Vorgänger bei Triumph, hydraulisch betätigte Lockheed-Bremsen, nun aber als Innenbackenbremsen mit Trommeln von 241 mm Durchmesser. Diese waren weniger gegen Spritzwasser empfindlich als die alten Außenbackenbremsen. In den frühen Typen wurde die Bremsflüssigkeit und der Hauptbremszylinder direkt in einem Reservoir per Pedal betätigt. Dieses System erwies sich als zu anfällig gegenüber einem Verlust der Bremsflüssigkeit. Daher wurde ab 1930 ein vom Hauptbremszylinder getrennter Bremsflüssigkeitsbehälter eingebaut. Der Super Seven hat eine Feststellbremse, die direkt auf das Getriebe wirkte.
Das Fahrwerk hat eine Starrachse an halbelliptischen Blattfedern vorne und eine angetriebene starre Deichselachse hinten. Wie beim Austin 7 endeten die Seitenträger des Fahrgestells schon vor der Hinterachse und die Hinterachse hing an viertelelliptischen Blattfedern. Das nicht synchronisierte Dreiganggetriebe war mit dem Motor verblockt und leitete die Motorkraft über eine Gelenkwelle (mit einem Gelenk) in einem  Schubrohr an den Schneckenachsantrieb weiter. In späteren Typen waren auch Vierganggetriebe erhältlich. Es war eine 6-Volt-Elektrik installiert. Der Akkumulator war in einem Kasten auf den linken Trittbrett installiert. Im Super Eight war der Akkumulator unter dem Fahrersitz eingebaut.

### Aufbauten
Es gab eine ganze Reihe von Werkskarosserien. Das billigste Modell war der zweitürige viersitzige Tourenwagen, gefolgt vom De-Luxe-Tourenwagen mit zweifarbiger Karosserie, einem Zweisitzer mit Schwiegermuttersitz, einer zweitürigen Limousine, einer Weymann-Limousine und schließlich dem Spitzenmodell, der Limousine mit Ganzstahlkarosserie. Gordon England lieferte auch eine Weymann-Limousine mit Stoffdach. Das Fahrgestell wurde auch an Stellmacherbetriebe ausgeliefert, die ihre eigenen Karosserien darauf befestigten. Die Verkaufspreise schwankten zwischen £ 113 für das motorisierte Fahrgestell und £ 190 für die Limousine von Gordon England. Bei einem Autotest erreichte der Wagen etwas mehr als 80 km/h und verbrauchte 7,1 l / 100 km.

### Modellgeschichte

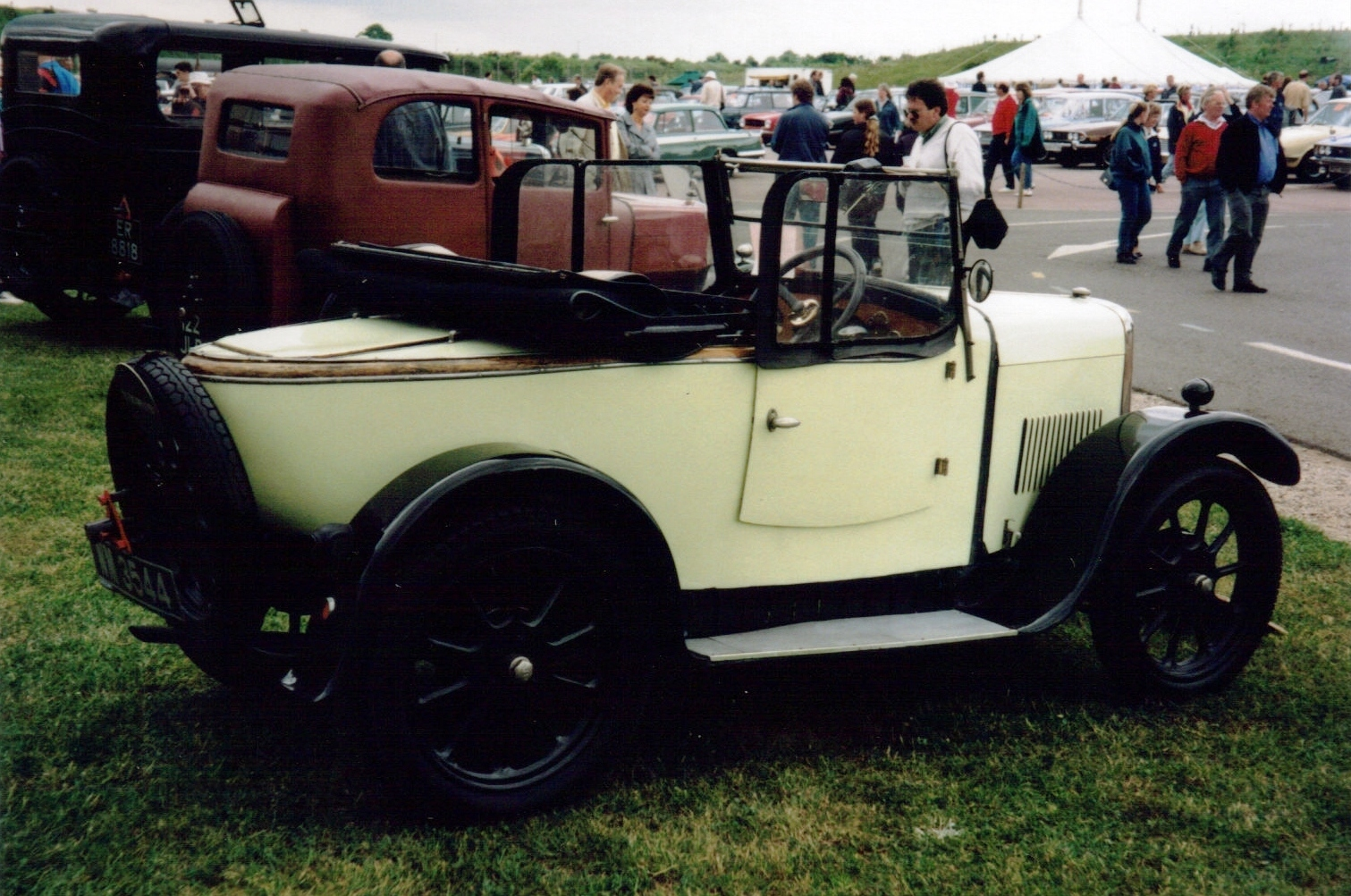
Triumph Super 7 Special Sports (1929)

1929 kam eine neue Karosserieform namens Special Sports mit Spitzheck. Kurze Zeit gab es auch eine kompressorgeladene Variante, deren Hubraum auf 747 cm³ reduziert war und die angeblich eine Höchstgeschwindigkeit von 129 km/h erreichte, sich aber offensichtlich auf Grund des hohen Preises von £ 250 selten verkaufte. Ebenfalls 1929 meldete Donald Healey eine Standardversion zur Rallye Monte Carlo, startete von Berlin, konnte das Rennen aber nicht beenden, da er, wie man liest, in Frankreich im Schnee stecken blieb. Unverzagt versuchte er es 1930 nochmals und belegte den siebten Platz, den besten aller Teilnehmer auf britischen Wagen. Dies war ein erstaunliches Resultat für ein Auto mit gerade einmal 80 km/h Höchstgeschwindigkeit.
1930 gab es noch mehr Karosserieformen, ein zweisitziges Coupé, eine De-Luxe-Weymann-Limousine und auch ein Landaulet. Drahtspeichenräder wurden nun serienmäßig geliefert und ersetzten die bis dahin üblichen Holzspeichenräder. Die ausufernde Zahl der Karosserieformen wurde 1931 reduziert; die Weymann-Limousinen, das Landaulet, das Coupé und der Special Sports fielen weg, dafür kamen aber ein Gnat-Sports-Tourer und eine von Tickford karossierte Limousine dazu.
Auf Grund der schlechten wirtschaftlichen Lage wurde 1932 das Angebot weiter reduziert, wobei die Wagen als “Mark I” (Tourenwagen) und “Mark II” (Limousinen) benannt wurden. Eine Hardtop-Limousine wurde zusätzlich angeboten. Die Spur der Wagen wurde von 1.067 mm auf 1.105 mm verbreitert, die hinteren Viertelelliptikfedern wurden durch halbelliptische ersetzt; die Mark-II-Limousinen und De-Luxe-Modelle erhielten Vierganggetriebe.

## Super 8

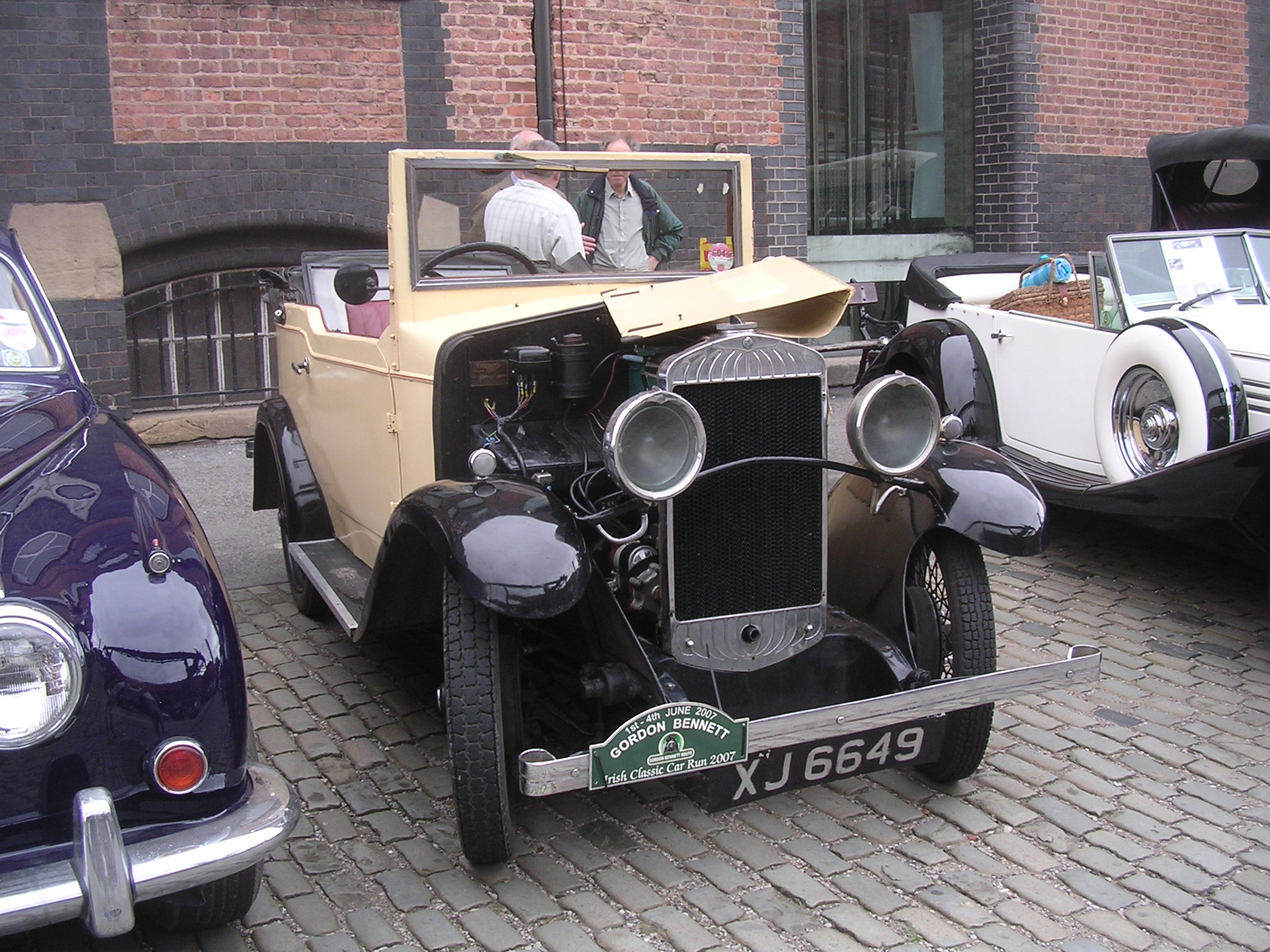
Triumph Super 8 (1933)

1930 benannte man den Wagen in Super 8 um, da er schon immer unter die 8-Steuer-PS-Gruppe gefallen war, und alle Versionen bekamen das Mark-II-Fahrgestell. Das Angebot der Aufbauten wurde in der Folge weiter reduziert, sodass nur noch die beiden Limousinen, die Hardtop-Limousine und der viersitzige Tourenwagen übrig blieben.

## Super 9
1932 kam der Super 9 heraus. Dieser ist zwar dem Namen nach der Nachfolger des Super 8, ähnelt aber in seiner Konstruktion bereits den Modellen Scorpion und Twelve/Six. Er hatte den größeren von Coventry Climax konstruierten und von Triumph unter Lizenz nachgebauten Motor mit 1.018 cm³ Hubraum, einer Leistung von 29,8 bhp (22 kW) und gegengesteuerten Ventile (oise), sowie einem Solex-Vergaser. Der Wagen besaß einen um 152 mm längeren Radstand und war um 76 mm länger und 13 mm breiter als sein Vorgänger.